# Davide Santon
Davide Santon (1991. január 2. Portomaggiore, Ferrara tartomány) olasz labdarúgó, legutóbb az olasz AS Roma játékosa volt.
Santon az Internazionale klubjában nevelkedett, és már nagyon korán felfigyeltek rá. A fiatal hátvéd hamar alapemberré vált, és José Mourinho edzősködése alatt rendszerint helyet követel magának az Inter kezdő tizenegyében. Fiatal kora ellenére már az olasz U21-es válogatottban is bemutatkozhatott. Azonban a következő szezonban kölcsönadták, megsérült, de az olasz klubnál az mutatott ajtót neki, hogy 2011 nyarán Gian Piero Gasperini lett az olasz klub edzője, aki közismerten a három védős rendszert részesíti előnyben. Így nem volt hely a továbbiakban Santonnak, aki kénytelen volt új klubot keresni. Végül aláírt a Newcastle Unitedhez, ahol azt remélik, hogy tudja pótolni a Liverpool-hoz igazoló José Enriquét. Az angol csapatnál az első hónapokban nem tudott bemutatkozni sérülése miatt.

## Nemzetközi pályafutása
Santon 2009. március 31-én debütált az olasz U21-es válogatottban egy barátságos mérkőzésen Hollandia ellen a Parkstad Limburg Stadionban, Kerkrade-ben. A mérkőzés 1–1-es döntetlennel végződött.
2009. május 28-án meghívót kapott a felnőtt válogatottba is az északír labdarúgó-válogatott elleni mérkőzésre.

## Sikerei, díjai
- Internazionale:
  - Olasz bajnokság: 2008–09, 2009–10
  - Olasz kupa: 2009–10, 2010–11
  - UEFA-bajnokok ligája: 2009–10
  - FIFA-klubvilágbajnokság: 2010

## Külső hivatkozások
- Játékosprofilja a hivatalos Internazionale weboldalon Archiválva 2010. szeptember 1-i dátummal a Wayback Machine-ben (angolul)